# Giovanni Priuli

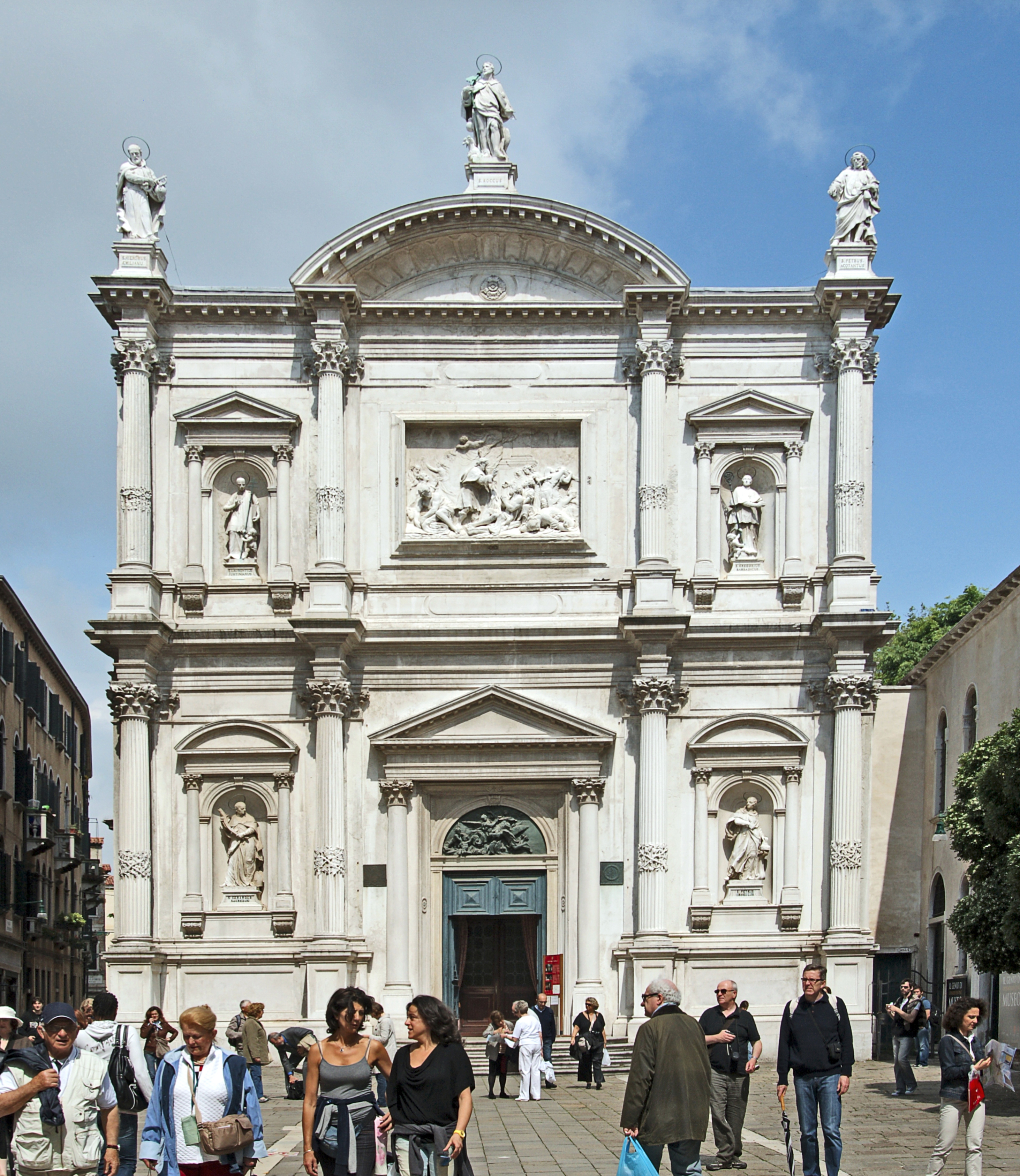
Façade de l’église Saint-Roch, à Venise, où Priuli a travaillé de 1609 jusqu’à au moins 1612

Pour la famille vénitienne Priuli, voir Priuli.
Giovanni Priuli ou Prioli (né en 1575 ou 1580 à Venise et mort en 1626 à Vienne) est un compositeur et organiste italien.

## Biographie
On sait peu de choses sur la jeunesse de Priuli sauf qu'il est né à Venise vers 1575. Les informations sur les vingt-cinq premières années de sa vie font défaut. À partir de 1600, il a été un proche collaborateur de Giovanni Gabrieli, et il est présumé qu'il a peut-être été son élève. Les deux compositeurs ont été associés pendant la carrière vénitienne de Priuli. Lorsque Priuli est mentionné pour la première fois dans les archives de Saint-Marc, il était déjà un musicien expérimenté, puisque engagé comme organiste assistant de Gabrieli à plusieurs reprises entre 1600 et 1605. En mai 1607, il a obtenu le poste permanent d'organiste adjoint. Avant cela, les dossiers de paiement indique que ses emplois n'étaient que pour de simples interventions. Saint-Marc avait deux organistes titulaires, l'organiste assistant n'intervenait que dans des occasions spéciales, et seulement lorsque l'un des deux organistes titulaires était parti en voyage ou était malade. Pendant cette période, le premier organiste était Paolo Giusto, tandis que Gabrieli était le second organiste.
En plus de ses fonctions à Saint-Marc, l'établissement le plus prestigieux de Venise, Priuli a travaillé comme organiste à la Scuola Grande di San Rocco, une confrérie musicale dont la richesse venait en second lieu après celle de Saint-Marc. Son emploi à San Rocco commence en 1609. On ne sait pas si son emploi s'est poursuivi de manière permanente pendant les années suivantes, mais il a supervisé les événements musicaux entourant la fête de Saint Roch, le saint patron de la confrérie, qui a eu lieu le 16 août 1612, quatre jours seulement après la mort de Gabrieli.
Aux alentours de 1614 ou 1615, il a quitté Venise pour poursuivre une carrière à la cour des Habsbourg en Autriche. Il est devenu Hofkapellmeister de l'archiduc Ferdinand (1619) ; de l'accession de Ferdinand au trône impérial, il est allé avec lui à Vienne pour devenir Hofkapellmeister.

## Musique
Priuli a écrit de la musique sacrée et profane dans des styles à la fois conservateurs et progressistes, y compris le style polychoral vénitien. Il était l'un des compositeurs italiens qui a importé ces styles dans les pays germanophones. Sa musique comprend de musique vocale a cappella, de musique vocale avec accompagnement d'instruments et de la musique purement instrumentale. D'après les dates de publication de ses compositions, il semble avoir composé la plus grande partie de sa musique sacrée et de sa musique instrumentale au service des Habsbourg, et probablement qu'il a écrit une grande partie de sa musique profane - particulièrement les madrigaux italiens, comme on pouvait s'y attendre - alors qu'il était à Venise.
Ses madrigaux, qui constituent probablement la partie la plus ancienne de sa production, sont significatifs parce qu'ils montrent le passage du style de la Renaissance (prima prattica) présent par une polyphonie a cappella dans les deux premiers livres au style de l'époque baroque concertato et monodique dans le troisième livre. Dans ce troisième livre, on trouve de la musique qui peut être jouée soit par des voix seules, ou des voix et des instruments; et il comprend aussi une basse continue, qui évolue d'une simple duplication de la ligne de basse dans certains des morceaux, à une partie indépendante sur laquelle évoluent des solos, des duos, et d'autres ensembles, souvent dans un style antiphonaire.
La musique sacrée de Priuli comprend des messes, motets et monodies sacrées. Ses messes comportent des passages dans le style archaïque du XVIe siècle, qui s'apparente à la musique de Palestrina, ainsi que d'autres avec un développement de style concertato qui marque le début de l'ère baroque. Ses motets et monodies sont généralement plus modernes, ayant des caractéristiques en commun avec d'autres compositeurs baroques influencés par les Vénitiens.
La musique instrumentale de Priuli, telles que les pièces présentes dans les deux collections intitulées Sacrorum concentuum, de 1618 et 1619, s'apparentent à la musique de Gabrieli. Le nombre de parties varie de cinq à douze. Certaines des pièces utilisent des effets d'écho qui rappellent le répertoire des compositeurs travaillant à Saint-Marc, où ce style s'est d'abord développé. Toutes ces œuvres ont été conçues pour être jouées à l'église.